# Franz Porten
Franz Porten (23 de agosto de 1859 - 21 de mayo de 1932) fue un actor y director teatral y cinematográfico, además de barítono, de nacionalidad alemana. 

## Biografía
Nacido en Zeltingen-Rachtig, Alemania, al terminar la escuela, Porten siguió estudios artísticos y se formó como cantante de ópera. Como cantante y, más tarde, como actor Porten debutó en 1876 en Tréveris, trabajando en diferentes ciudades a lo largo de los años: Maguncia (1877/78), de nuevo en Tréveris (1878/79), otra vez en Maguncia (1879-1883), Düsseldorf (1883/84), Chemnitz (1884/85), Bremen (1885-87), Kiel (1887/88), Magdeburgo (1888-1890), Breslavia (1890/91) y, a partir de 1891, Dortmund. En Dortmund fue arrendatario y director del Stadttheater, y en 1896 fue a Berlín, cumpliendo con un compromiso con el "Theater Unter den Linden". Además, Porten consiguió un gran éxito trabajando en el berlinés Theater des Westens.
En enero de 1906 empezó a interesarse por la recién nacida industria cinematográfica. De formación autodidacta, produjo diaporamas con sus dos hijas, las también actrices Rosa Porten y Henny Porten. Henny, la menor, llegó a ser una de las grandes estrellas de la historia del cine alemán. En 1910 ambas trabajaron como primeras actrices bajo la dirección de su padre en Das Geheimnis der Toten, su primer largometraje. Más adelante (1912/13) se comprometió a rodar algunas producciones de carácter histórico y patriótico, supuestamente en homenaje al glorioso pasado alemán. Con el inicio de la Primera Guerra Mundial, la carrera de Porten se vio truncada, y en poco tiempo quedó olvidada su trayectoria como pionero del cine alemán. La mayoría de sus películas hasta el final de la Guerra (1918) las rodó en colaboración con su hija Rosa, la cual utilizaba el pseudónimo ‘Dr. R. Portegg’. Tras la Guerra se retiró.
Franz Porten falleció en Berlín, Alemania, en 1932.

## Filmografía
| - 1907: Meissner-Porzellan - 1907: Behüt Dich Gott - 1907: Der Trompeter von Säckingen (también actor) - 1908: Der Bettelstudent -- Auftritt des Oberst Ollendorf (también actor) - 1908: Funiculi-Funicula - 1909: Hexenlied - 1909: Weihnachtstonbild: Der Brief an den lieben Gott - 1909: Kerkerszene - 1909: Herzensdieb - 1909: Schaukellied - 1909: Zu Mantua in Banden - 1910: Lohengrin - 1910: Die kitzlige Jungfrau - 1910: Weh, daß wir scheiden müssen | - 1910: Das Geheimnis der Toten - 1911: Karl der Große - 1912: Theodor Körner - 1912/13: Der Film von der Königin Luise , tres partes - 1913: Aus Deutschlands Ruhmestagen 1870/71 - 1914-16: Tyrannenherrschaft - 1916: Die Wäscher-Resl - 1917: Die nicht lieben dürfen - 1917: Die Erzkokette - 1917: Gräfin Maruschka - 1917: Der neueste Stern vom Varieté - 1917: Das Opfer der Yella Rogesius - 1918: Der Trompeter von Säckingen - 1918: Die Film-Kathi |